# أمينة جهوفيتش

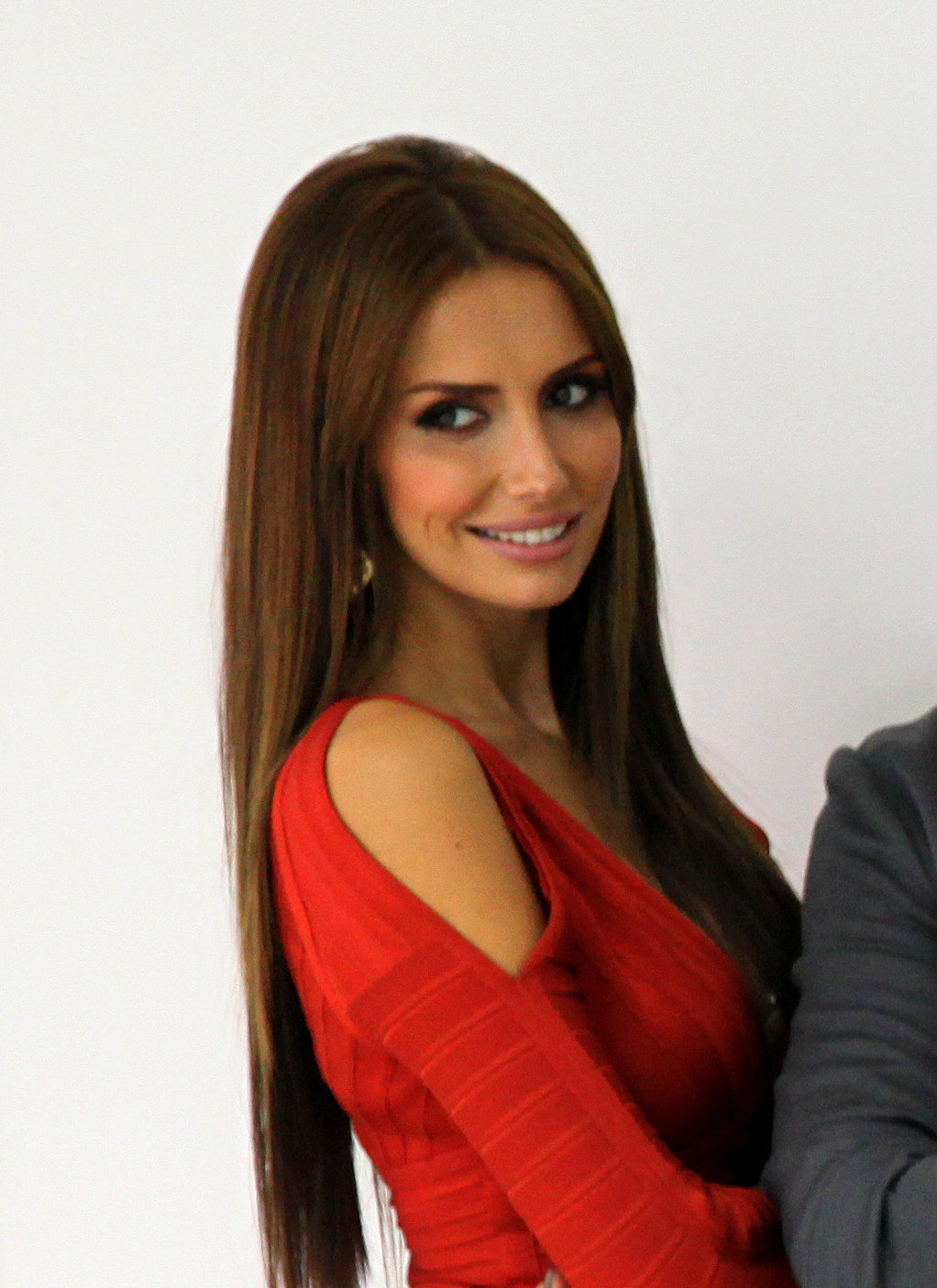
أمينة صندل في 2013

أمينة جهوفيتش صندل (بالصربية: Емина Јаховић Сандал) وهي ممثلة ومغنية وكاتبة أغاني وعارضة أزياء صربية من أصل بوشناقي مع امتلاكها الجنسية التركية ولدت في يوم 15 يناير 1982 في مدينة نوفي بازار في يوغوسلافيا سابقاً وتخرجت من مدرسة الموسيقى وثم تخرجت من كلية الإدارة في بلغراد، الأخ غير الشقيق لأمينة هو ميسراد توركان وهو لاعب تركي في كرة السلة وزوجها هو مغني البوب التركي مصطفى صندل، فازت أمينة بالكثير من المهرجانات وسجلت أغاني مع دينو ميرلين وفي 2001 تعاقدت مع شركة سيتي ريكوردز، حظيت أغاني أمينة بشعبية كبيرة في جمهوريات يوغسلافيا السابقة وفي شبه جزيرة البلقان وفي تركيا وإيران ولقبت بجنيفر لوبيز البلقان. في سنة 2010 مثلت دور ليلى في مسلسل ليلى التركي.

## روابط خارجية
- أمينة جهوفيتش على موقع IMDb (الإنجليزية)
- أمينة جهوفيتش على موقع ميوزك برينز (الإنجليزية)
- أمينة جهوفيتش على موقع أول ميوزيك (الإنجليزية)
- أمينة جهوفيتش على موقع ديسكوغز (الإنجليزية)